# Bókay Endre
Bókay Endre (Pécs, 1954. május 25. –) magyar pedagógus, politológus, politikus, országgyűlési képviselő.

## Életpályája

### Iskolái
A Nagy Lajos Gimnáziumban érettségizett Pécsen. 1979-ben diplomázott a Pécsi Tanárképző Főiskola magyar-történelem szakán. 1983-ban az Eötvös Loránd Tudományegyetem Bölcsészettudományi Karán történelem szakos középiskolai tanári végzettséget szerzett. 1995-ben az Eötvös Loránd Tudományegyetem Jogi Továbbképző Intézetében politológusként végzett.

### Pályafutása
Az Apáczai Csere János Nevelési Központban tanár és kutatási osztályvezető volt. 1987-től a Janus Pannonius Tudományegyetem Bölcsészettudományi Kar kollégiumi igazgatója, majd az egyetemi kollégiumok főigazgatója volt. 1993-tól tagja a Magyar Politológiai Társaságnak. 1997-től a Négy Kollégium Kft. ügyvezetője.

### Politikai pályafutása
1996-tól az MSZP tagja. 1998-tól az MSZP pécsi városi elnökségi tagja. 1998–2006 között pécsi önkormányzati képviselő volt; a lakásfejlesztési- és gazdálkodási bizottság elnöke volt. 2000-től az MSZP országos választmányi tagja. 2000–2006 között frakcióvezető volt. 2002-ben országgyűlési képviselőjelölt volt. 2006–2010 között országgyűlési képviselő (Pécs) volt. 2006–2010 között a Kulturális és sajtóbizottság, valamint A Kulturális és sajtóbizottság hatáskörébe tartozó törvények végrehajtását, társadalmi és gazdasági hatását figyelemmel kísérő albizottság (Ellenőrző albizottság) tagja volt. 2008-ban frakcióvezető-helyettes volt. 2008–2010 között az Ifjúsági, szociális és családügyi bizottság, valamint Az Új Magyarország Fejlesztési Terv végrehajtását felügyelő eseti bizottság tagja volt.